# Heinz Kükelhaus
Heinz Kükelhaus (* 12. Februar 1902 in Essen; † 3. Mai 1946 in Bad Berka, Thüringen) war ein deutscher Reisejournalist, Romancier und Abenteurer.

## Leben
Heinz Kükelhaus wuchs als zweites von fünf Kindern mit dem Bruder Hugo, den Schwestern Freya und Hilde sowie dem Nachkömmling Hermann in Essen auf. Sein Vater war dort Tischlermeister und Vorsitzender des Essener Tischlerverbandes.
In seinen Romanen verarbeitete er zunächst Eindrücke und Erfahrungen seines eigenen Lebens als Vagabund und Abenteurer, das ihn durch Europa und Nordafrika – dort auch in die Fremdenlegion – führte. Später gestaltete er aus seiner Fantasie Abenteuer in Nordamerika und der Südsee (Thomas, der Perlenfischer). Letzteres Buch, das auch als Sonderausgabe im Der Braune Buch-Ring erschien, gilt als sein stärkstes Werk.

## Werke

### Originalausgaben
- Erdenbruder auf Zickzackfahrt. Roman. Diederichs, Jena 1931
- Armer Teufel. Roman. Korn, Breslau 1933
- Gott und seine Bauern. Roman. Korn, Breslau 1934
- Mensch Simon. Roman. Vier Falken, Berlin 1937
- Hauptmann Leon. Das Mädchen von Melilla. Vier Falken, Berlin 1938
- Thomas, der Perlenfischer. Roman. Herbig, Berlin 1941
- Weihnachtsbäume für Buffalo. Roman. Herbig, Berlin 1943

### Nachlasswerke
Eine Reihe von Werken sind bis heute unveröffentlicht, namentlich:
- Auferstehung – Ein Drama
- Justinia – Eine Komödie um eine junge Witwe und deren Freier
- Unmenschliche Komödie (aus der Hitlerzeit)